# ATP Тур 2008
ATP Тур 2008 (англ. 2008 Association of Tennis Professionals (ATP) World Tour) — элитный мировой тур теннисистов-профессионалов, проводимый Ассоциацией Теннисистов Профессионалов (ATP) с января по ноябрь. В 2008 году он включает:
- 4 турнира Большого шлема (проводится Международной федерацией тенниса (англ. International Tennis Federation, ITF));
- 9 турниров в серии ATP Masters;
- 9 турниров в серии ATP International Series Gold;
- 43 турнира в серии ATP International;
- Командный Кубок Мира;
- Кубок Дэвиса (проводится ITF);
- Masters Cup;
- Олимпийские игры.

## Расписание ATP Тура 2008 года
Ниже представлено полное расписание соревнований по ходу года, включай всех победителей и финалистов турниров — в одиночном, парном и смешанных разрядах.
| Турнир Большого шлема         |
| Кубок Мастерс                 |
| ATP Masters                   |
| ATP International Series Gold |
| ATP International             |
| Командные соревнования        |

### Январь
| Дата начала | Турнир | Чемпионы (Счёт финала)                          | Финалисты                    |
| ----------- | --- | ----------------------------------------------- | ---------------------------- |
| 31 декабря  | Международный теннисный турнир в Аделаиде Аделаида, Австралия ATP International $465,000 — Хард — 32S/32Q/16D Турнир 2008                                             | Микаэль Льодра 6-3, 6-4                         | Яркко Ниеминен               |
| 31 декабря  | Международный теннисный турнир в Аделаиде Аделаида, Австралия ATP International $465,000 — Хард — 32S/32Q/16D Турнир 2008                                             | Мартин Гарсия Марсело Мело 6-3, 3-6, [10-7]     | Крис Гуччионе Роберт Смиц    |
| 31 декабря  | Открытый чемпионат Катара Доха, Катар ATP International $1,049,000 — Хард — 32S/32Q/16D Турнир 2008                                                                   | Энди Маррей 6-4, 4-6, 6-2                       | Станислас Вавринка           |
| 31 декабря  | Открытый чемпионат Катара Доха, Катар ATP International $1,049,000 — Хард — 32S/32Q/16D Турнир 2008                                                                   | Филипп Кольшрайбер Давид Шкох 6-4, 4-6, [11-9]  | Джефф Кутзе Уэсли Муди       |
| 31 декабря  | Открытый чемпионат Ченнаи Ченнаи, Индия ATP International $436,000 — Хард — 32S/32Q/16D Турнир 2008                                                                   | Михаил Южный 6-0, 6-1                           | Рафаэль Надаль               |
| 31 декабря  | Открытый чемпионат Ченнаи Ченнаи, Индия ATP International $436,000 — Хард — 32S/32Q/16D Турнир 2008                                                                   | Санчай Ративатана Сончат Ративатана 6-4, 7-5    | Маркос Багдатис Марк Жикель  |
| 7 января    | Heineken Open Окленд, Новая Зеландия ATP International $464,000 — Хард — 28S/32Q/16D Турнир 2008                                                                      | Филипп Кольшрайбер 7-6(4), 7-5                  | Хуан Карлос Ферреро          |
| 7 января    | Heineken Open Окленд, Новая Зеландия ATP International $464,000 — Хард — 28S/32Q/16D Турнир 2008                                                                      | Хуан Монако Луис Орна 6-4, 3-6, [10-7]          | Ксавье Малисс Юрген Мельцер  |
| 7 января    | Medibank International Сидней, Австралия ATP International $465,000 — Хард — 28S/32Q/16D Турнир 2008                                                                  | Дмитрий Турсунов 7-6(3), 7-6(4)                 | Крис Гуччоне                 |
| 7 января    | Medibank International Сидней, Австралия ATP International $465,000 — Хард — 28S/32Q/16D Турнир 2008                                                                  | Ришар Гаске Жо-Вильфрид Тсонга 4-6, 6-4, [11-9] | Боб Брайан Майк Брайан       |
| 14 января   | Открытый чемпионат Австралии Мельбурн, Австралия Турнир Большого шлема AU$ 9,609,870 — Хард — 128S/128Q/64D/32X Одиночный турнир — Парный турнир Турнир смешанных пар | Новак Джокович 4-6, 6-4, 6-3, 7-6(2)            | Жо-Вильфрид Тсонга           |
| 14 января   | Открытый чемпионат Австралии Мельбурн, Австралия Турнир Большого шлема AU$ 9,609,870 — Хард — 128S/128Q/64D/32X Одиночный турнир — Парный турнир Турнир смешанных пар | Энди Рам Йонатан Эрлих 7-5, 7-6(4)              | Арно Клеман Микаэль Льодра   |
| 14 января   | Открытый чемпионат Австралии Мельбурн, Австралия Турнир Большого шлема AU$ 9,609,870 — Хард — 128S/128Q/64D/32X Одиночный турнир — Парный турнир Турнир смешанных пар | Ненад Зимонич Сунь Тяньтянь 7-6(4) 6-4          | Махеш Бхупати Саня Мирза     |
| 28 января   | Movistar Open Винья-дель-Мар, Чили ATP International $462,000 — Грунт — 28S/32Q/16D Турнир 2008                                                                       | Фернандо Гонсалес Без игры                      | Хуан Монако                  |
| 28 января   | Movistar Open Винья-дель-Мар, Чили ATP International $462,000 — Грунт — 28S/32Q/16D Турнир 2008                                                                       | Хосе Акасусо Себастьян Прието 6-1, 3-0, отказ   | Максимо Гонсалес Хуан Монако |

### Февраль
| Дата начала | Турнир | Чемпионы (Счёт финала)                                                                                | Финалисты                                                                               |
| ----------- | --- | --- | --------------------------------------------------------------------------------------- |
| 4 февраля   | Кубок Дэвиса. 2008. 1-й раунд Москва, Россия — Хард (зал) Острава, Чехия — Ковёр (зал) Буэнос-Айрес, Аргентина — Грунт Рамат-ха-Шарон, Израиль — Хард Брауншвейг, Германия — Грунт (зал) Лима, Перу — Грунт Сибиу, Румыния — Хард (зал) Вена, Австрия — Грунт (зал) | Победители Россия 3-2 Чехия 3-2 Аргентина 4-1 Швеция 3-2 Германия 3-2 Испания 5-0 Франция 5-0 США 4-1 | Проигравшие Сербия Бельгия Великобритания Израиль Республика Корея Перу Румыния Австрия |
| 11 февраля  | Открытый чемпионат Бразилии Коста-ду-Сауипе, Бразилия ATP International $485,000 — Грунт — 32S/16D Турнир 2008 | Николас Альмагро 7-6(4), 3-6, 7-5                                                                     | Карлос Мойя                                                                             |
| 11 февраля  | Открытый чемпионат Бразилии Коста-ду-Сауипе, Бразилия ATP International $485,000 — Грунт — 32S/16D Турнир 2008 | Марсело Мело Андре Са 4-6, 6-2, [10-7]                                                                | Сантьяго Вентура Альберт Монтаньес                                                      |
| 11 февраля  | Международный теннисный чемпионат в Делрей-Бич Делрей-Бич, США ATP International $436,000 — Хард — 32S/16D Турнир 2008 | Кэй Нисикори 3-6, 6-1, 6-4                                                                            | Джеймс Блейк                                                                            |
| 11 февраля  | Международный теннисный чемпионат в Делрей-Бич Делрей-Бич, США ATP International $436,000 — Хард — 32S/16D Турнир 2008 | Джейми Маррей Максим Мирный 6-4, 3-6, [10-6]                                                          | Боб Брайан Майк Брайан                                                                  |
| 11 февраля  | Open 13 Марсель, Франция ATP International €534,000 — Хард (зал) — 32S/16D Турнир 2008 | Энди Маррей 6-3, 6-4                                                                                  | Марио Анчич                                                                             |
| 11 февраля  | Open 13 Марсель, Франция ATP International €534,000 — Хард (зал) — 32S/16D Турнир 2008 | Павел Визнер Мартин Дамм 7-6(0), 7-5                                                                  | Ив Аллегро Джефф Кутзе                                                                  |
| 18 февраля  | SAP Open Сан-Хосе, США ATP International $485,000 — Хард (зал) — 32S/16D Турнир 2008 | Энди Роддик 6-4, 7-5                                                                                  | Радек Штепанек                                                                          |
| 18 февраля  | SAP Open Сан-Хосе, США ATP International $485,000 — Хард (зал) — 32S/16D Турнир 2008 | Скотт Липски Дэвид Мартин 7-6(4), 7-5                                                                 | Боб Брайан Майк Брайан                                                                  |
| 18 февраля  | Copa Telmex Буэнос-Айрес, Аргентина ATP International $485,000 — Грунт — 32S/16D Турнир 2008 | Давид Налбандян 3-6, 7-6(5), 6-4                                                                      | Хосе Акасусо                                                                            |
| 18 февраля  | Copa Telmex Буэнос-Айрес, Аргентина ATP International $485,000 — Грунт — 32S/16D Турнир 2008 | Агустин Кальери Луис Орна 6-0, 6-7(6), [10-2]                                                         | Петер Лучак Вернер Эшауэр                                                               |
| 18 февраля  | ABN AMRO World Tennis Tournament Роттердам, Нидерланды ATP International Series Gold €765,000 — Хард (зал) — 32S/16D Турнир 2008 | Микаэль Льодра 6-7(3), 6-3, 7-6(4)                                                                    | Робин Сёдерлинг                                                                         |
| 18 февраля  | ABN AMRO World Tennis Tournament Роттердам, Нидерланды ATP International Series Gold €765,000 — Хард (зал) — 32S/16D Турнир 2008 | Томаш Бердых Дмитрий Турсунов 7-5, 3-6, [10-7]                                                        | Филипп Кольшрайбер Михаил Южный                                                         |
| 25 февраля  | Открытый чемпионат Мексики Акапулько, Мексика ATP International Series Gold $794,000 — Грунт — 32S/16D Турнир 2008 | Николас Альмагро 6-1, 7-6(1)                                                                          | Давид Налбандян                                                                         |
| 25 февраля  | Открытый чемпионат Мексики Акапулько, Мексика ATP International Series Gold $794,000 — Грунт — 32S/16D Турнир 2008 | Оливер Марах Михал Мертиняк 6-2, 6-7(3), [10-7]                                                       | Агустин Кальери Луис Орна                                                               |
| 25 февраля  | Regions Morgan Keegan Championships Мемфис, США ATP International Series Gold $769,000 — Хард (зал) — 32S/16D Турнир 2008 | Стив Дарси 6-3, 7-6(5)                                                                                | Робин Сёдерлинг                                                                         |
| 25 февраля  | Regions Morgan Keegan Championships Мемфис, США ATP International Series Gold $769,000 — Хард (зал) — 32S/16D Турнир 2008 | Махеш Бхупати Марк Ноулз 7-6(5), 6-2                                                                  | Санчай Ративатана Сончат Ративатана                                                     |
| 25 февраля  | PBZ Zagreb Indoors Загреб, Хорватия ATP International €370,250 — Хард (зал) — 32S/16D Турнир 2008 | Сергей Стаховский 7-5, 6-4                                                                            | Иван Любичич                                                                            |
| 25 февраля  | PBZ Zagreb Indoors Загреб, Хорватия ATP International €370,250 — Хард (зал) — 32S/16D Турнир 2008 | Джордан Керр Пол Хенли 6-3, 3-6, [10-8]                                                               | Кристофер Кас Рогир Вассен                                                              |

### Март
| Дата начала | Турнир | Чемпионы (Счёт финала)                         | Финалисты                    |
| ----------- | --- | ---------------------------------------------- | ---------------------------- |
| 3 марта     | Теннисный чемпионат Дубая Дубай, ОАЭ ATP International Series Gold $1,426,000 — Хард — 32S/16D Турнир 2008   | Энди Роддик 6-7(8), 6-4, 6-2                   | Фелисиано Лопес              |
| 3 марта     | Теннисный чемпионат Дубая Дубай, ОАЭ ATP International Series Gold $1,426,000 — Хард — 32S/16D Турнир 2008   | Махеш Бхупати Марк Ноулз 7-5, 7-6(7)           | Мартин Дамм Павел Визнер     |
| 3 марта     | Tennis Channel Open Лас-Вегас, США ATP International $500,000 — Хард — 32S/16D Турнир 2008                   | Сэм Куэрри 4-6, 6-3, 6-4                       | Кевин Андерсон               |
| 3 марта     | Tennis Channel Open Лас-Вегас, США ATP International $500,000 — Хард — 32S/16D Турнир 2008                   | Жюльен Беннето Микаэль Льодра 6-4, 4-6, [10-8] | Боб Брайан Майк Брайан       |
| 10 марта    | Pacific Life Open Индиан-Уэллс, США ATP Masters $3,589,000 — Хард — 96S/32D Одиночный турнир — Парный турнир | Новак Джокович 6-2, 5-7, 6-3                   | Марди Фиш                    |
| 10 марта    | Pacific Life Open Индиан-Уэллс, США ATP Masters $3,589,000 — Хард — 96S/32D Одиночный турнир — Парный турнир | Энди Рам Йонатан Эрлих 6-4, 6-4                | Ненад Зимонич Даниэль Нестор |
| 24 марта    | Sony Ericsson Open Майами, США ATP Masters $3,770,000 — Хард — 96S/32D Одиночный турнир — Парный турнир      | Николай Давыденко 6-4, 6-2                     | Рафаэль Надаль               |
| 24 марта    | Sony Ericsson Open Майами, США ATP Masters $3,770,000 — Хард — 96S/32D Одиночный турнир — Парный турнир      | Боб Брайан Майк Брайан 6-2, 6-2                | Махеш Бхупати Марк Ноулз     |

### Апрель
| Дата начала | Турнир | Чемпионы (Счёт финала)                                  | Финалисты                                 |
| ----------- | --- | ------------------------------------------------------- | ----------------------------------------- |
| 7 апреля    | Кубок Дэвиса.2008. 1/4 финала Москва, Россия — Хард (зал) Буэнос-Айрес, Аргентина — Грунт Бремен, Германия — Хард (зал) Уинстон-Сейлем, США — Хард (зал) | Победители Россия 3-2 Аргентина 4-1 Испания 4-1 США 4-1 | Проигравшие Чехия Швеция Германия Франция |
| 14 апреля   | Открытый чемпионат Эшторила Оэйраш, Португалия ATP International €370,000 — Грунт — 32S/16D Турнир 2008                                                  | Роджер Федерер 7-6(5), 1-2 — отказ                      | Николай Давыденко                         |
| 14 апреля   | Открытый чемпионат Эшторила Оэйраш, Португалия ATP International €370,000 — Грунт — 32S/16D Турнир 2008                                                  | Джефф Кутзе Уэсли Муди 6-2, 4-6, [10-8]                 | Джейми Маррей Кевин Ульетт                |
| 14 апреля   | Грунтовый чемпионат США Хьюстон, США ATP International $436,000- Грунт — 32S/16D Турнир 2008                                                             | Марсель Гранольерс 6-4, 1-6, 7-5                        | Джеймс Блейк                              |
| 14 апреля   | Грунтовый чемпионат США Хьюстон, США ATP International $436,000- Грунт — 32S/16D Турнир 2008                                                             | Эрнест Гулбис Райнер Шуттлер 7-5, 7-6(3)                | Марсель Гранольерс Пабло Куэвас           |
| 14 апреля   | Открытый чемпионат Валенсии Валенсия, Испания ATP International €370,000 — Грунт — 32S/16D Турнир 2008                                                   | Давид Феррер 4-6, 6-2, 7-6(2)                           | Николас Альмагро                          |
| 14 апреля   | Открытый чемпионат Валенсии Валенсия, Испания ATP International €370,000 — Грунт — 32S/16D Турнир 2008                                                   | Максимо Гонсалес Хуан Монако 7-5, 7-5                   | Филип Полашек Тревис Пэрротт              |
| 21 апреля   | Masters Series Monte-Carlo Рокебрюн — Кап-Мартен, Франция ATP Masters €2,750,000 — Грунт — 56S/24D Одиночный турнир — Парный турнир                      | Рафаэль Надаль 7-5, 7-5                                 | Роджер Федерер                            |
| 21 апреля   | Masters Series Monte-Carlo Рокебрюн — Кап-Мартен, Франция ATP Masters €2,750,000 — Грунт — 56S/24D Одиночный турнир — Парный турнир                      | Рафаэль Надаль Томми Робредо 6-3, 6-3                   | Махеш Бхупати Марк Ноулз                  |
| 28 апреля   | Open Sabadell Atlántico Barcelona Барселона, Испания ATP International Series Gold €824,000 — Грунт — 56S/24D Турнир 2008                                | Рафаэль Надаль 6-1, 4-6, 6-1                            | Давид Феррер                              |
| 28 апреля   | Open Sabadell Atlántico Barcelona Барселона, Испания ATP International Series Gold €824,000 — Грунт — 56S/24D Турнир 2008                                | Боб Брайан Майк Брайан 6-3, 6-2                         | Марцин Матковский Мариуш Фирстенберг      |
| 28 апреля   | BMW Open Мюнхен, Германия ATP International €370,000 — Грунт — 32S/16D Турнир 2008                                                                       | Фернандо Гонсалес 7-6(4), 6-7(4), 6-3                   | Симоне Болелли                            |
| 28 апреля   | BMW Open Мюнхен, Германия ATP International €370,000 — Грунт — 32S/16D Турнир 2008                                                                       | Михаэль Беррер Райнер Шуттлер 7-5, 3-6, [10-8]          | Скотт Липски Дэвид Мартин                 |

### Май
| Дата начала | Турнир | Чемпионы (Счёт финала)                        | Финалисты                        |
| ----------- | --- | --------------------------------------------- | -------------------------------- |
| 5 мая       | Открытый чемпионат Италии Рим, Италия ATP Masters €2,270,000 — Грунт — 56S/24D Одиночный турнир — Парный турнир                                              | Новак Джокович 4-6, 6-3, 6-3                  | Станислас Вавринка               |
| 5 мая       | Открытый чемпионат Италии Рим, Италия ATP Masters €2,270,000 — Грунт — 56S/24D Одиночный турнир — Парный турнир                                              | Боб Брайан Майк Брайан 3-6, 6-4, [10-8]       | Ненад Зимонич Даниэль Нестор     |
| 12 мая      | Открытый чемпионат Германии Гамбург, Германия ATP Masters €2,270,000 — Грунт — 56S/24D Одиночный турнир — Парный турнир                                      | Рафаэль Надаль 7-5, 6-7(3), 6-3               | Роджер Федерер                   |
| 12 мая      | Открытый чемпионат Германии Гамбург, Германия ATP Masters €2,270,000 — Грунт — 56S/24D Одиночный турнир — Парный турнир                                      | Даниэль Нестор Ненад Зимонич 6-4, 5-7, [10-8] | Боб Брайан Майк Брайан           |
| 19 мая      | Гран-при Хасана II Касабланка, Марокко ATP International €370,000 — Грунт — 32S/16D Турнир 2008                                                              | Жиль Симон 7-5, 6-2                           | Жюльен Беннето                   |
| 19 мая      | Гран-при Хасана II Касабланка, Марокко ATP International €370,000 — Грунт — 32S/16D Турнир 2008                                                              | Сантьяго Вентура Альберт Монтаньес 6-1, 6-2   | Джеймс Серретани Тодд Перри      |
| 19 мая      | Hypo Group Tennis International Пёрчах-ам-Вёртер-Зе, Австрия ATP International €370,000 — Грунт — 32S/16D Турнир 2008                                        | Николай Давыденко 6-2, 2-6, 6-2               | Хуан Монако                      |
| 19 мая      | Hypo Group Tennis International Пёрчах-ам-Вёртер-Зе, Австрия ATP International €370,000 — Грунт — 32S/16D Турнир 2008                                        | Марсело Мело Андре Са 7-5, 6-7(3), [13-11     | Юрген Мельцер Юлиан Ноул         |
| 19 мая      | ARAG World Team Cup Дюссельдорф, Германия Командный турнир €1,500,000 — Грунт — 8 команд (Группа) Турнир 2008                                                | Швеция · 2-1                                  | Россия                           |
| 26 мая      | Открытый чемпионат Франции Париж, Франция Турнир Большого шлема €7,077,680 — Грунт — 128S/128Q/64D/32X Одиночный турнир — Парный турнир Турнир смешанных пар | Рафаэль Надаль 6-1, 6-3, 6-0                  | Роджер Федерер                   |
| 26 мая      | Открытый чемпионат Франции Париж, Франция Турнир Большого шлема €7,077,680 — Грунт — 128S/128Q/64D/32X Одиночный турнир — Парный турнир Турнир смешанных пар | Пабло Куэвас Луис Орна 6-2, 6-3               | Ненад Зимонич Даниэль Нестор     |
| 26 мая      | Открытый чемпионат Франции Париж, Франция Турнир Большого шлема €7,077,680 — Грунт — 128S/128Q/64D/32X Одиночный турнир — Парный турнир Турнир смешанных пар | Боб Брайан Виктория Азаренко 6-2, 7-6(4)      | Ненад Зимонич Катарина Среботник |

### Июнь
| Дата начала | Турнир | Чемпионы (Счёт финала)                                  | Финалисты                      |
| ----------- | --- | ------------------------------------------------------- | ------------------------------ |
| 9 июня      | Artois Championships Лондон, Великобритания ATP International €713,000 — Трава — 56S/24D Турнир 2008                                                              | Рафаэль Надаль 7-6(6), 7-5                              | Новак Джокович                 |
| 9 июня      | Artois Championships Лондон, Великобритания ATP International €713,000 — Трава — 56S/24D Турнир 2008                                                              | Даниэль Нестор Ненад Зимонич 6-4, 7-6(3)                | Марсело Мело Андре Са          |
| 9 июня      | Gerry Weber Open Халле, Германия ATP International €713,000 — Трава — 32S/16D Турнир 2008                                                                         | Роджер Федерер 6-3, 6-4                                 | Филипп Кольшрайбер             |
| 9 июня      | Gerry Weber Open Халле, Германия ATP International €713,000 — Трава — 32S/16D Турнир 2008                                                                         | Миша Зверев Михаил Южный 3-6, 6-4, [10-3]               | Лукаш Длоуги Леандер Паес      |
| 9 июня      | Orange Warsaw Open Варшава, Польша ATP International €425,000 — Грунт — 32S/16D Турнир 2008                                                                       | Николай Давыденко 6-3, 6-3                              | Томми Робредо                  |
| 9 июня      | Orange Warsaw Open Варшава, Польша ATP International €425,000 — Грунт — 32S/16D Турнир 2008                                                                       | Марцин Матковский Мариуш Фирстенберг 6-0, 3-6, [10-4]   | Николай Давыденко Юрий Щукин   |
| 16 июня     | Чемпионат Росмалена Хертогенбос, Нидерланды ATP International €370,000 — Трава — 32S/16D Турнир 2008                                                              | Давид Феррер 6-4, 6-2                                   | Марк Жикель                    |
| 16 июня     | Чемпионат Росмалена Хертогенбос, Нидерланды ATP International €370,000 — Трава — 32S/16D Турнир 2008                                                              | Марио Анчич Юрген Мельцер 7-6(5), 6-3                   | Махеш Бхупати Леандер Паес     |
| 16 июня     | Slazenger Open Ноттингем, Великобритания ATP International €370,000 — Трава — 32S/16D Турнир 2008                                                                 | Иво Карлович 7-5, 6-7(4), 7-6(8)                        | Фернандо Вердаско              |
| 16 июня     | Slazenger Open Ноттингем, Великобритания ATP International €370,000 — Трава — 32S/16D Турнир 2008                                                                 | Бруно Соарес Кевин Ульетт 6-2, 7-6(5)                   | Джефф Кутзе Джейми Маррей      |
| 23 июня     | Уимблдонский турнир Лондон, Великобритания Турнир Большого шлема £5,257,000 — Трава — 128S/128Q/64D/16Q/48X Одиночный турнир — Парный турнир Турнир смешанных пар | Рафаэль Надаль 6-4, 6-4, 6-7(5), 6-7(8), 9-7            | Роджер Федерер                 |
| 23 июня     | Уимблдонский турнир Лондон, Великобритания Турнир Большого шлема £5,257,000 — Трава — 128S/128Q/64D/16Q/48X Одиночный турнир — Парный турнир Турнир смешанных пар | Даниэль Нестор Ненад Зимонич 7-6(12), 6-7(3), 6-3, 6-3. | Йонас Бьоркман Кевин Ульетт    |
| 23 июня     | Уимблдонский турнир Лондон, Великобритания Турнир Большого шлема £5,257,000 — Трава — 128S/128Q/64D/16Q/48X Одиночный турнир — Парный турнир Турнир смешанных пар | Боб Брайан Саманта Стосур 7-5, 6-4                      | Майк Брайан Катарина Среботник |

### Июль
| Дата начала | Турнир | Чемпионы (Счёт финала)                           | Финалисты                          |
| ----------- | --- | ------------------------------------------------ | ---------------------------------- |
| 7 июля      | Hall of Fame Tennis Championships Ньюпорт, США ATP International $385,000 — Трава — 32S/16D Турнир 2008                  | Фабрис Санторо 6-3, 7-5                          | Пракаш Амритраж                    |
| 7 июля      | Hall of Fame Tennis Championships Ньюпорт, США ATP International $385,000 — Трава — 32S/16D Турнир 2008                  | Джон Изнер Марди Фиш 6-4, 7-6(1)                 | Рохан Бопанна Айсам уль-Хак Куреши |
| 7 июля      | Открытый чемпионат Швеции Бостад, Швеция ATP International €326,000 — Грунт — 28S/16D Турнир 2008                        | Томми Робредо 6-4, 6-1                           | Томаш Бердых                       |
| 7 июля      | Открытый чемпионат Швеции Бостад, Швеция ATP International €326,000 — Грунт — 28S/16D Турнир 2008                        | Йонас Бьоркман Робин Сёдерлинг 6-2, 6-2          | Юхан Брунстрём Жан-Жюльен Ройер    |
| 7 июля      | Suisse Open Gstaad Гштад, Швейцария ATP International €389,000 — Грунт — 32S/16D Турнир 2008                             | Виктор Ханеску 6-3, 6-4                          | Игорь Андреев                      |
| 7 июля      | Suisse Open Gstaad Гштад, Швейцария ATP International €389,000 — Грунт — 32S/16D Турнир 2008                             | Ярослав Левинский Филип Полашек 3-6, 6-2, [11-9] | Штефан Боли Станислас Вавринка     |
| 7 июля      | Mercedes Cup Штутгарт, Германия ATP International Series Gold €568,000 — Грунт — 28S/16D Турнир 2008                     | Хуан Мартин дель Потро 6-4, 7-5                  | Ришар Гаске                        |
| 7 июля      | Mercedes Cup Штутгарт, Германия ATP International Series Gold €568,000 — Грунт — 28S/16D Турнир 2008                     | Кристофер Кас Филипп Кольшрайбер 6-3, 6-4        | Михаэль Беррер Миша Зверев         |
| 14 июля     | Открытый чемпионат Нидерландов Амерсфорт, Нидерланды ATP International €326,000 — Грунт — 28S/16D Турнир 2008            | Альберт Монтаньес 1-6, 7-5, 6-3                  | Стив Дарси                         |
| 14 июля     | Открытый чемпионат Нидерландов Амерсфорт, Нидерланды ATP International €326,000 — Грунт — 28S/16D Турнир 2008            | Рогир Вассен Франтишек Чермак 7-5, 7-5           | Игорь Сейслинг Йессе Хута-Галунг   |
| 14 июля     | Теннисный чемпионат Индианаполиса Индианаполис, США ATP International $525,000 — Хард — 32S/16D Турнир 2008              | Жиль Симон 6-4, 6-4                              | Дмитрий Турсунов                   |
| 14 июля     | Теннисный чемпионат Индианаполиса Индианаполис, США ATP International $525,000 — Хард — 32S/16D Турнир 2008              | Трипп Филлипс Эшли Фишер 3-6, 6-3, [10-5]        | Скотт Липски Дэвид Мартин          |
| 14 июля     | Открытый чемпионат Австрии Кицбюэль, Австрия ATP International Series Gold €571,000 — Грунт — 32S/16D Турнир 2008        | Хуан Мартин дель Потро 6-2, 6-1                  | Юрген Мельцер                      |
| 14 июля     | Открытый чемпионат Австрии Кицбюэль, Австрия ATP International Series Gold €571,000 — Грунт — 32S/16D Турнир 2008        | Джеймс Серретани Виктор Ханеску 6-3, 7-5         | Лукас Арнольд Кер Оливье Рохус     |
| 14 июля     | Открытый чемпионат Хорватии Умаг, Хорватия ATP International €326,000 — Грунт — 28S/16D Турнир 2008                      | Фернандо Вердаско 3-6, 6-4, 7-6(4)               | Игорь Андреев                      |
| 14 июля     | Открытый чемпионат Хорватии Умаг, Хорватия ATP International €326,000 — Грунт — 28S/16D Турнир 2008                      | Михал Мертиняк Петр Пала 2-6, 6-3, [10-5]        | Карлос Берлок Фабио Фоньини        |
| 21 июля     | Rogers Masters Торонто, Канада ATP Masters $2,615,000 — Хард — 56S/28Q/24D Одиночный турнир — Парный турнир              | Рафаэль Надаль 6-3, 6-2                          | Николас Кифер                      |
| 21 июля     | Rogers Masters Торонто, Канада ATP Masters $2,615,000 — Хард — 56S/28Q/24D Одиночный турнир — Парный турнир              | Ненад Зимонич Даниэль Нестор 6-2, 4-6, [10-6]    | Боб Брайан Майк Брайан             |
| 28 июля     | W&S Financial Group Masters Цинциннати, США ATP Masters $2,615,000 — Хард — 56S/28Q/24D Одиночный турнир — Парный турнир | Энди Маррей 7-6(4), 7-6(5)                       | Новак Джокович                     |
| 28 июля     | W&S Financial Group Masters Цинциннати, США ATP Masters $2,615,000 — Хард — 56S/28Q/24D Одиночный турнир — Парный турнир | Боб Брайан Майк Брайан 4-6, 7-6(2), [10-7]       | Энди Рам Йонатан Эрлих             |

### Август
| Дата начала | Турнир | Чемпионы (Счёт финала)                                  | Финалисты                    |
| ----------- | --- | ------------------------------------------------------- | ---------------------------- |
| 4 августа   | Countrywide Classic Лос-Анджелес, США ATP International $475,000 — Хард — 28S/16D Турнир 2008                                                          | Хуан Мартин дель Потро 6-1, 7-6(2)                      | Энди Роддик                  |
| 4 августа   | Countrywide Classic Лос-Анджелес, США ATP International $475,000 — Хард — 28S/16D Турнир 2008                                                          | Рохан Бопанна Эрик Буторак 7-6(5), 7-6(5)               | Душан Вемич Тревис Пэрротт   |
| 11 августа  | Летние Олимпийские игры Пекин, Китай Олимпийские игры Хард — 64S/32D Одиночный турнир — Парный турнир                                                  | Рафаэль Надаль 6-3, 7-6(2), 6-3                         | Фернандо Гонсалес            |
| 11 августа  | Летние Олимпийские игры Пекин, Китай Олимпийские игры Хард — 64S/32D Одиночный турнир — Парный турнир                                                  | Станислас Вавринка Роджер Федерер 6-3, 6-4, 6-7(4), 6-3 | Симон Аспелин Томас Юханссон |
| 11 августа  | Legg Mason Tennis Classic Вашингтон, США ATP International $508,000 — Хард — 32S/16D Турнир 2008                                                       | Хуан Мартин дель Потро 6-3, 6-3                         | Виктор Троицки               |
| 11 августа  | Legg Mason Tennis Classic Вашингтон, США ATP International $508,000 — Хард — 32S/16D Турнир 2008                                                       | Марк Жикель Роберт Линдстедт 7-6(6), 6-3                | Бруно Соарес Кевин Ульетт    |
| 18 августа  | Pilot Pen Tennis Нью-Хэйвен, США ATP International $708,000 — Хард — 48S/16D Турнир 2008                                                               | Марин Чилич 6-4, 4-6, 6-2                               | Марди Фиш                    |
| 18 августа  | Pilot Pen Tennis Нью-Хэйвен, США ATP International $708,000 — Хард — 48S/16D Турнир 2008                                                               | Марсело Мело Андре Са 7-5, 6-2                          | Махеш Бхупати Марк Ноулз     |
| 25 августа  | Открытый чемпионат США Нью-Йорк, США Турнир Большого шлема $9,350,000 — Хард — 128S/128Q/64D/32X Одиночный турнир — Парный турнир Турнир смешанных пар | Роджер Федерер 6-2, 7-5, 6-2                            | Энди Маррей                  |
| 25 августа  | Открытый чемпионат США Нью-Йорк, США Турнир Большого шлема $9,350,000 — Хард — 128S/128Q/64D/32X Одиночный турнир — Парный турнир Турнир смешанных пар | Боб Брайан Майк Брайан 7-6(5), 7-6(10)                  | Лукаш Длоуги Леандер Паес    |
| 25 августа  | Открытый чемпионат США Нью-Йорк, США Турнир Большого шлема $9,350,000 — Хард — 128S/128Q/64D/32X Одиночный турнир — Парный турнир Турнир смешанных пар | Леандер Паес Кара Блэк 7-6(6), 6-4                      | Джейми Маррей Лизель Хубер   |

### Сентябрь
| Дата начала | Турнир | Чемпионы (Счёт финала)                                  | Финалисты                            |
| ----------- | --- | ------------------------------------------------------- | ------------------------------------ |
| 8 сентября  | Открытый чемпионат Румынии Бухарест, Румыния ATP International €370,000 — Грунт — 32S/16D Турнир 2008       | Жиль Симон 6-3, 6-4                                     | Карлос Мойя                          |
| 8 сентября  | Открытый чемпионат Румынии Бухарест, Румыния ATP International €370,000 — Грунт — 32S/16D Турнир 2008       | Николя Девильде Поль-Анри Матьё 7-6(4), 6-7(9), [22-20] | Марцин Матковский Мариуш Фирстенберг |
| 15 сентября | Кубок Дэвиса 2008. 1/2 финала Буэнос-Айрес, Аргентина — Грунт Мадрид, Испания — Грунт                       | Победители Аргентина 3-2 Испания 4-1                    | Проигравшие Россия США               |
| 22 сентября | Открытый чемпионат Таиланда Бангкок, Таиланд ATP International $576,000 — Хард (зал) — 28S/16D Турнир 2008  | Жо-Вильфрид Тсонга 7-6(4), 6-4                          | Новак Джокович                       |
| 22 сентября | Открытый чемпионат Таиланда Бангкок, Таиланд ATP International $576,000 — Хард (зал) — 28S/16D Турнир 2008  | Лукаш Длоуги Леандер Паес 6-4, 7-6(4)                   | Скотт Липски Дэвид Мартин            |
| 22 сентября | Открытый чемпионат Китая Пекин, Китай ATP International $524,000 — Хард — 28S/16D Турнир 2008               | Энди Роддик 6-4, 6-7(6), 6-3                            | Дуди Села                            |
| 22 сентября | Открытый чемпионат Китая Пекин, Китай ATP International $524,000 — Хард — 28S/16D Турнир 2008               | Стивен Хасс Росс Хатчинс 7-5 , 6-4                      | Бобби Рейнольдс Эшли Фишер           |
| 29 сентября | Open de Moselle Мец, Франция ATP International €370,000 — Хард (зал) — 32S/16D Турнир 2008                  | Дмитрий Турсунов 7-6(6), 1-6, 6-4                       | Поль-Анри Матьё                      |
| 29 сентября | Open de Moselle Мец, Франция ATP International €370,000 — Хард (зал) — 32S/16D Турнир 2008                  | Арно Клеман Микаэль Льодра 5-7, 6-3, [10-8]             | Марцин Матковский Мариуш Фирстенберг |
| 29 сентября | Открытый чемпионат Японии Токио, Япония ATP International Series Gold $969,000 — Хард — 48S/16D Турнир 2008 | Томаш Бердых 6-1, 6-4                                   | Хуан Мартин дель Потро               |
| 29 сентября | Открытый чемпионат Японии Токио, Япония ATP International Series Gold $969,000 — Хард — 48S/16D Турнир 2008 | Миша Зверев Михаил Южный 6-3, 6-4                       | Лукаш Длоуги Леандер Паес            |

### Октябрь
| Дата начала | Турнир | Чемпионы (Счёт финала)                               | Финалисты                         |
| ----------- | --- | ---------------------------------------------------- | --------------------------------- |
| 6 октября   | Кубок Кремля Москва, Россия ATP International $1,049,000 — Хард (зал) — 32S/16D Турнир 2008                                   | Игорь Куницын 7-6(6), 6-7(4), 6-3                    | Марат Сафин                       |
| 6 октября   | Кубок Кремля Москва, Россия ATP International $1,049,000 — Хард (зал) — 32S/16D Турнир 2008                                   | Потито Стараче Сергей Стаховский 7-6(4), 2-6, [10-6] | Стивен Хасс Росс Хатчинс          |
| 6 октября   | Открытый чемпионат Стокгольма Стокгольм, Швеция ATP International €713,000 — Хард (зал) — 32S/16D Турнир 2008                 | Давид Налбандян 6-2, 5-7, 6-3                        | Робин Сёдерлинг                   |
| 6 октября   | Открытый чемпионат Стокгольма Стокгольм, Швеция ATP International €713,000 — Хард (зал) — 32S/16D Турнир 2008                 | Йонас Бьоркман Кевин Ульетт 6-1, 6-3                 | Юхан Брунстрём Микаэль Рюдерстедт |
| 6 октября   | Открытый чемпионат Вены Вена, Австрия ATP International Series Gold €674,000 — Хард (зал) — 32S/16D Турнир 2008               | Филипп Пецшнер 6-4, 6-4                              | Гаэль Монфис                      |
| 6 октября   | Открытый чемпионат Вены Вена, Австрия ATP International Series Gold €674,000 — Хард (зал) — 32S/16D Турнир 2008               | Максим Мирный Энди Рам 6-1, 7-5                      | Александр Пейя Филипп Пецшнер     |
| 13 октября  | Mutua Madrileña Masters Madrid Мадрид, Испания ATP Masters €2,270,000 — Хард (зал) — 48S/24D Одиночный турнир — Парный турнир | Энди Маррей 6-4, 7-6(6)                              | Жиль Симон                        |
| 13 октября  | Mutua Madrileña Masters Madrid Мадрид, Испания ATP Masters €2,270,000 — Хард (зал) — 48S/24D Одиночный турнир — Парный турнир | Марцин Матковский Мариуш Фирстенберг 6-4, 6-2        | Махеш Бхупати Марк Ноулз          |
| 20 октября  | Открытый чемпионат Санкт-Петербурга Санкт-Петербург, Россия ATP International $1,049,000 — Хард (зал) — 32S/16D Турнир 2008   | Энди Маррей 6-1 6-1                                  | Андрей Голубев                    |
| 20 октября  | Открытый чемпионат Санкт-Петербурга Санкт-Петербург, Россия ATP International $1,049,000 — Хард (зал) — 32S/16D Турнир 2008   | Филип Полашек Тревис Пэрротт 3-6, 7-6(4), [10-8]     | Рохан Бопанна Максим Мирный       |
| 20 октября  | Гран-при Лиона Лион, Франция ATP International €713,000 — Ковер(i) — 32S/16D Турнир 2008                                      | Робин Сёдерлинг 6-3, 6-7(5), 6-1                     | Жюльен Беннето                    |
| 20 октября  | Гран-при Лиона Лион, Франция ATP International €713,000 — Ковер(i) — 32S/16D Турнир 2008                                      | Микаэль Льодра Энди Рам 6-3, 5-7, [10-8]             | Стивен Хасс Росс Хатчинс          |
| 20 октября  | Davidoff Swiss Indoors Базель, Швейцария ATP International €891,000 — Хард (зал) — 32S/16D Турнир 2008                        | Роджер Федерер 6-3, 6-4                              | Давид Налбандян                   |
| 20 октября  | Davidoff Swiss Indoors Базель, Швейцария ATP International €891,000 — Хард (зал) — 32S/16D Турнир 2008                        | Махеш Бхупати Марк Ноулз 6-3, 6-3                    | Кристофер Кас Филипп Кольшрайбер  |
| 27 октября  | BNP Paribas Masters Париж, Франция ATP Masters €2,270,000 — Хард (зал) — 48S/24D Одиночный турнир — Парный турнир             | Жо-Вильфрид Тсонга 6-3, 4-6, 6-4                     | Давид Налбандян                   |
| 27 октября  | BNP Paribas Masters Париж, Франция ATP Masters €2,270,000 — Хард (зал) — 48S/24D Одиночный турнир — Парный турнир             | Йонас Бьоркман Кевин Ульетт 6-2, 6-2                 | Джефф Кутзе Уэсли Муди            |

### Ноябрь
| Дата начала | Турнир | Чемпионы (Счёт финала)                   | Финалисты              |
| ----------- | --- | ---------------------------------------- | ---------------------- |
| 9 ноября    | Tennis Masters Cup Шанхай, Китай Кубок Мастерс $4,450,000 — Хард (зал) — 8S/8D (Группа) Одиночный турнир — Парный турнир | Новак Джокович 6-1, 7-5                  | Николай Давыденко      |
| 9 ноября    | Tennis Masters Cup Шанхай, Китай Кубок Мастерс $4,450,000 — Хард (зал) — 8S/8D (Группа) Одиночный турнир — Парный турнир | Ненад Зимонич Даниэль Нестор 7-6(3), 6-2 | Боб Брайан Майк Брайан |
| 16 ноября   | Кубок Дэвиса 2008. Финал Мар-дель-Плата, Аргентина — Хард (зал)                                                          | Испания 4-1                              | Аргентина              |

## Рейтинг ATP

### Одиночный рейтинг
| по данным на 17 ноября 2008 | по данным на 17 ноября 2008 | по данным на 17 ноября 2008 | по данным на 17 ноября 2008 | по данным на 17 ноября 2008 | по данным на 17 ноября 2008 | по данным на 17 ноября 2008 | по данным на 17 ноября 2008 |
| #                           | Теннисист                   | Очки                        | КТ                          | Рейтинг-07                  | Лучший рейтинг              | Худший рейтинг              | Разница                     |
| --------------------------- | --------------------------- | --------------------------- | --------------------------- | --------------------------- | --------------------------- | --------------------------- | --------------------------- |
| 1                           | Рафаэль Надаль              | 6,675                       | 19                          | 2                           | 1                           | 2                           | ▲ 1                         |
| 2                           | Роджер Федерер              | 5,305                       | 19                          | 1                           | 1                           | 2                           | ▼ 1                         |
| 3                           | Новак Джокович              | 5,295                       | 19                          | 3                           | 3                           | 3                           | ▬                           |
| 4                           | Энди Маррей                 | 3,720                       | 23                          | 11                          | 4                           | 22                          | ▲ 7                         |
| 5                           | Николай Давыденко           | 2,715                       | 23                          | 4                           | 4                           | 6                           | ▼ 1                         |
| 6                           | Жо-Вильфрид Тсонга          | 2,050                       | 21                          | 43                          | 6                           | 38                          | ▲ 37                        |
| 7                           | Жиль Симон                  | 1,980                       | 29                          | 29                          | 7                           | 36                          | ▲ 22                        |
| 8                           | Энди Роддик                 | 1,970                       | 23                          | 6                           | 6                           | 9                           | ▼ 2                         |
| 9                           | Хуан Мартин дель Потро      | 1,945                       | 22                          | 44                          | 8                           | 81                          | ▲ 35                        |
| 10                          | Джеймс Блейк                | 1,775                       | 23                          | 13                          | 7                           | 15                          | ▲ 3                         |
| 11                          | Давид Налбандян             | 1,725                       | 20                          | 9                           | 7                           | 11                          | ▼ 2                         |
| 12                          | Давид Феррер                | 1,695                       | 24                          | 5                           | 4                           | 12                          | ▼ 7                         |
| 13                          | Станислас Вавринка          | 1,510                       | 22                          | 36                          | 9                           | 35                          | ▲ 23                        |
| 14                          | Гаэль Монфис                | 1,475                       | 21                          | 38                          | 14                          | 65                          | ▲ 24                        |
| 15                          | Фернандо Гонсалес           | 1,420                       | 22                          | 7                           | 7                           | 25                          | ▼ 8                         |
| 16                          | Фернандо Вердаско           | 1,415                       | 28                          | 26                          | 11                          | 31                          | ▲ 10                        |
| 17                          | Робин Сёдерлинг             | 1,325                       | 23                          | 41                          | 17                          | 59                          | ▲ 24                        |
| 18                          | Николас Альмагро            | 1,270                       | 23                          | 28                          | 11                          | 31                          | ▲ 10                        |
| 19                          | Игорь Андреев               | 1,245                       | 30                          | 33                          | 18                          | 37                          | ▲ 14                        |
| 20                          | Томаш Бердых                | 1,215                       | 24                          | 14                          | 9                           | 28                          | ▼ 6                         |

### Парный рейтинг

#### Игроки
| по данным на 17 ноября 2008 | по данным на 17 ноября 2008 | по данным на 17 ноября 2008 | по данным на 17 ноября 2008 | по данным на 17 ноября 2008 | по данным на 17 ноября 2008 | по данным на 17 ноября 2008 | по данным на 17 ноября 2008 |
| #                           | Теннисист                   | Очки                        | КТ                          | Рейтинг-07                  | Лучший рейтинг              | Худший рейтинг              | Разница                     |
| --------------------------- | --------------------------- | --------------------------- | --------------------------- | --------------------------- | --------------------------- | --------------------------- | --------------------------- |
| 1                           | Ненад Зимонич               | 5320                        | 23                          | 5                           | 1                           | 11                          | ▲4                          |
| 2                           | Даниэль Нестор              | 5320                        | 25                          | 3                           | 1                           | 4                           | ▲1                          |
| 3                           | Боб Брайан                  | 5225                        | 21                          | 1                           | 1                           | 3                           | ▼2                          |
| =                           | Майк Брайан                 | 5225                        | 21                          | 1                           | 1                           | 3                           | ▼2                          |
| 5                           | Энди Рам                    | 3370                        | 23                          | 18                          | 5                           | 18                          | ▲13                         |
| 6                           | Махеш Бхупати               | 3295                        | 26                          | 21                          | 6                           | 21                          | ▲15                         |
| 7                           | Марк Ноулз                  | 3275                        | 23                          | 4                           | 3                           | 8                           | ▼3                          |
| 8                           | Кевин Улльетт               | 3265                        | 25                          | 10                          | 7                           | 16                          | ▲2                          |
| 9                           | Йонас Бьоркман              | 3140                        | 21                          | 15                          | 9                           | 23                          | ▲6                          |
| 10                          | Леандер Паес                | 2900                        | 25                          | 12                          | 7                           | 25                          | ▲15                         |
| 11                          | Йонатан Эрлих               | 2810                        | 19                          | 18                          | 5                           | 18                          | ▲7                          |
| 12                          | Джефф Кутзе                 | 2560                        | 25                          | 29                          | 12                          | 29                          | ▲17                         |
| 13                          | Лукаш Длоуги                | 2523                        | 22                          | 9                           | 9                           | 17                          | ▼4                          |
| 14                          | Уэсли Муди                  | 2425                        | 21                          | 49                          | 14                          | 49                          | ▲35                         |
| 15                          | Мариуш Фирстенберг          | 2250                        | 27                          | 24                          | 15                          | 24                          | ▲12                         |
| =                           | Марцин Матковский           | 2250                        | 27                          | 23                          | 15                          | 25                          | ▲8                          |
| 17                          | Луис Орна                   | 2119                        | 22                          | 107                         | 17                          | 107                         | ▲90                         |
| 18                          | Микаэль Льодра              | 2010                        | 17                          | 17                          | 12                          | 22                          | ▼1                          |
| 19                          | Марсело Мело                | 1790                        | 29                          | 34                          | 19                          | 34                          | ▲15                         |
| 20                          | Пабло Куэвас                | 1735                        | 18                          | 60                          | 20                          | 66                          | ▲40                         |

## Лидеры тура по призовым
На 17 ноября 2008
| #   | Теннисист              | Призовые   |
| --- | ---------------------- | ---------- |
| 1.  | Рафаэль Надаль         | $6,773,773 |
| 2.  | Роджер Федерер         | $5,886,879 |
| 3.  | Новак Джокович         | $5,689,077 |
| 4.  | Энди Маррей            | $3,705,648 |
| 5.  | Николай Давыденко      | $2,317,082 |
| 6.  | Жо-Вильфрид Тсонга     | $1,695,138 |
| 7.  | Жиль Симон             | $1,425,489 |
| 8.  | Энди Роддик            | $1,337,888 |
| 9.  | Хуан Мартин дель Потро | $1,322,497 |
| 10. | Давид Феррер           | $1,170,008 |